# Mikhaïl Rajine
Mikhaïl Rajine est un patineur de vitesse sur piste courte russe.

## Biographie
En 2005, il arrive 3e sur 500 mètres aux Championnats d'Europe. 
Il participe aux épreuves de patinage de vitesse sur piste courte aux Jeux olympiques de 2006.